# Бустаманте, Бьянка
Бьянка Бустаманте (род. 19 января 2005, Манила, Филиппины) — филиппинская автогонщица. Бывшая гонщица женского формульного турнира Серия W. Участница юниорских формульных турниров ЮСФ Юниоры и Индийская гоночная лига . Участница и многократная чемпионка в различных азиатских картинговых турнирах. С 2023 годы выступает в чемпионате Формулы 4 ОАЭ за команду Prema Racing, так же пилот будет представлять команду в первом сезоне новой женской моложёной серии Академия F1.

## Гоночная карьера

### Картинг
Бустаманте занялась картингом в юном возрасте и с тех пор зарекомендовала себя как перспективный гонщик. Напористостью и амбициозность юной картингисти приводила к тому, что она неоднократно превосходила более опытных соперников. В спорте который считается более мужским нежели женским Бьянка постоянно боролась на равных с мальчиками и она не только побеждала, но и делала это доминирующим образом. С 2015 и по 2019 годы Бустаманте участвовала во множестве картинговых выступлениях в том числе становясь многократной чемпионкой разный картинговых турниров.

### Формульные серии
В 2022 году Бустаманте перешла в формульные гонки, дебютировав в новом чемпионате ЮСФ Юниоры за команду IGY6 Motorsports. В конце года Бьянка так же приняла участие в Индийской гоночной лиге выступив за команду Bangalore Speedsters.

### Серия W
[[Файл:2022 British Grand Prix (52382657664).jpg|right|thumb|200px|

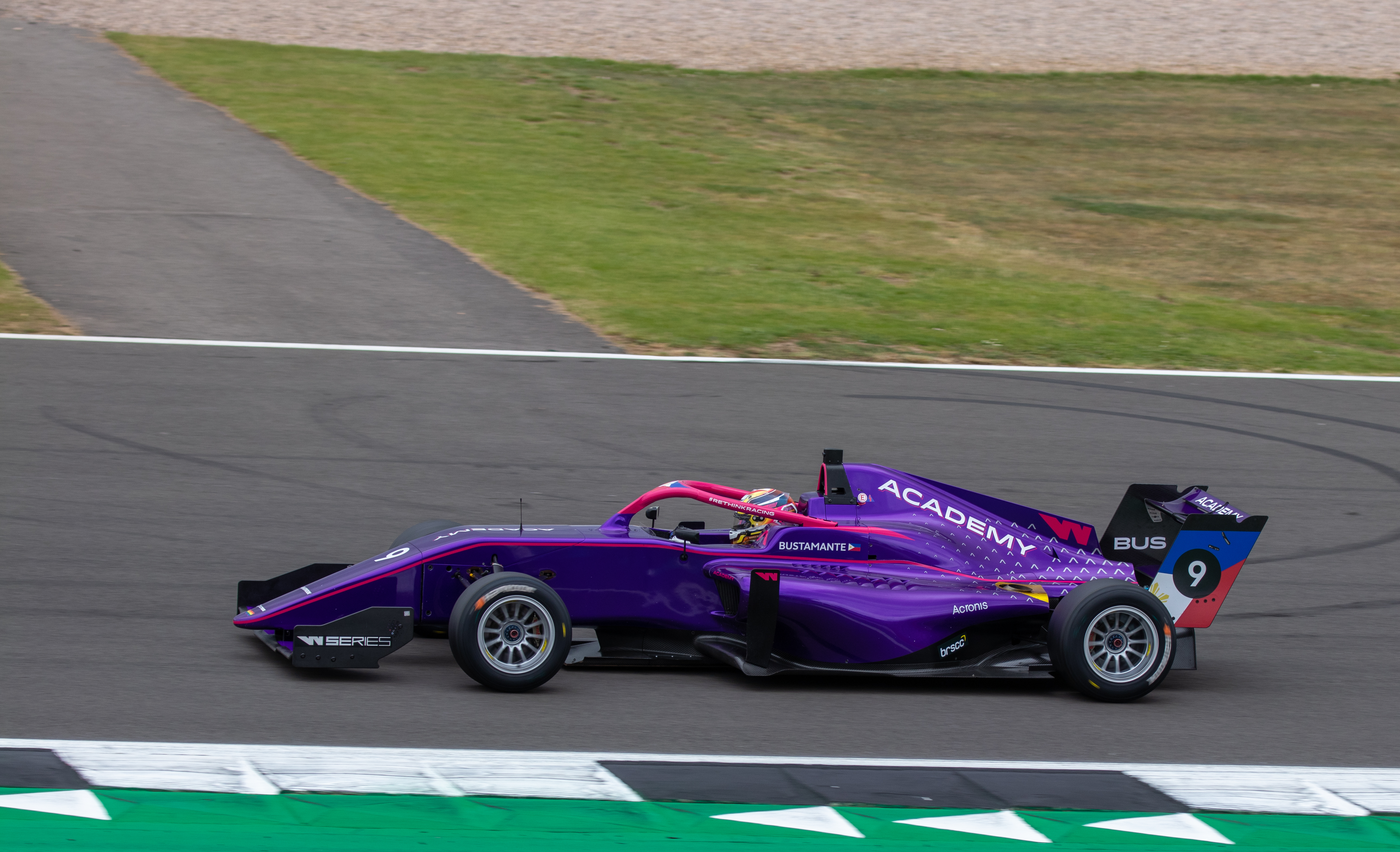
Center|Бустаманте на этапе в Сильверстоун, Серия W

С 31 января по 4 февраля 2022 года Бустаманте принимала участие в отборочных тестах для попадания в женский гоночный турнир Серия W, тесты проходили в Аризоне, Соединённые Штаты, всего вместе с Бьянкой в тестах участвовало 15 претенденток. Позднее она приняла участие во втором предсезонном тесте в Барселоне со 2-4 марта вместе с 11 другими потенциальными гонщиками и участницами сезона 2021 года которые продолжили выступления в новом сезоне, чьи места были закреплены автоматически. 22 марта 2022 года было подтверждено, что Бустаманте примет участие в сезоне 2022 года.
Всего в серии приняли участие 19 девушек 18 боевых гонщиков и 1 резервный. Бустаманте выступала за команду Academy, в которой полностью сменился состав пилотов на сезон 2022 года. Ирина Сидоркова была отстранена от гонок, а Нереа Марти перешла в команду Quantfury. Лучшим финишем в сезона стало 9 место на первой гонке этапа а Майами Остальные заезды сложились менее удачно в 5 стартах Бьянка не доехала до очковой зоны и 1 раз сошла с дистанции.
Из за финансовых проблем, организаторы чемпионата отменили два последних заокеанских этапа, одну гонку с США и две в Мексике. Таким образом по итогу семи гонок в шести этапах Бьянка заняла 14 место с 2 очками в общем зачёте.

### Формула-4 ОАЭ
В январе 2023 года было объявлено, что Бустаманте примет участвовать в гонках Формулы 4 ОАЭ в составе итальянской команды Prema Racing сезона 2023 года.

### Академия F1
В феврале организаторы новой молодёжной женской серии Академия F1 назвали имя второй участницы первенства. Так же команда Mclaren  объявила, что Бьянка Бустаманте станет одной из участниц на первый сезон Академии F1 которая будет представлять в турнире их команду.

## Личная жизнь
Бустаманте проживает на два города и на две страны, провинцию Лагуна на Филиппинах и Сан-Хосе, Соединённые Штаты. Спортивным менеджером девушки является бывший китайский автогонщик Дэррил О’Янг.
Бустаманте является лицом криптовалюты The Dark Horse, её менеджер Дэррил О’Янг является соучредителем. Проект был запущен для возможности продолжать тренировки и осуществить свою месту попасть в Формулу 1, а также помощи молодым спортсменам за счет использования технологий.

## Статистика выступлений

### Сводная таблица
| Сезон | Серия                   | Команда              | Старты | Победы | Поулы | БК | Подиумы | Очки | Место |
| ----- | ----------------------- | -------------------- | ------ | ------ | ----- | -- | ------- | ---- | ----- |
| 2022  | ЮСФ Юниоры              | IGY6 Motorsports     | 4      | 0      | 0     | 0  | 0       | 32   | 25    |
| 2022  | Серия W                 | Academy              | 7      | 0      | 0     | 0  | 0       | 2    | 14    |
| 2022  | Индийская гоночная лига | Bangalore Speedsters | 5      | 0      | 0     | 0  | 0       | 46   | 17    |
| 2023  | Формула-4 ОАЭ           | Prema Racing         | 15     | 0      | 0     | 0  | 0       | 3    | 27    |
| 2023  | Академия F1             | Prema Racing         | 6      | 1      | 1     | 0  | 2       | 44 · | 6 ·   |
| Сезон | Серия                   | Команда              | Старты | Победы | Поулы | БК | Подиумы | Очки | Место |

 ·  Сезон продолжается.
| Легенда к таблице |                                                                       |
| --- | --------------------------------------------------------------------- |
| В таблице перечислены результаты всех гонок, в которых принимала участие гонщица. Строками таблицы являются сезоны, столбцами — этапы серии. В каждой клетке указаны сокращённое название этапа и результат, дополнительно обозначенный цветом. Расшифровка обозначений и цветов представлена в нижеследующей таблице. |                                                                       |
| \| Пример \| Описание \| \| ------------ \| --------------------------------------------------------------------- \| \| 1 \| Победительница \| \| 2 \| Второе место \| \| 3 \| Третье место \| \| 5 \| Финишировала, заработав очки \| \| Сход \| Не финишировала, но при этом заработала очки \| \| 12 \| Финишировала, не получив очков \| \| НКЛ \| Финишировала, но не попала в финальную классификацию \| \| 15 \| Участвовала вне зачёта, либо по отдельной классификации \| \| 18 \| Не финишировала, но попал в финальную классификацию \| \| Сход \| Не финишировала \| \| НКВ \| Не прошла квалификацию \| \| НПКВ \| Не прошла предквалификацию \| \| ДСК \| Дисквалифицирована \| \| ИСК \| Исключена из протокола соревнований \| \| ТТ \| Участвовала только в тренировках \| \| НС \| Участвовала в квалификации, но не стартовала в гонке \| \| Т \| Травмирована или больна \| \| ОТК \| Отказ от участия \| \| НТР \| Прибыла на соревнования, но на трассу не выезжала \| \| НПР \| Была заявлена в числе участников, но не прибыла к началу соревнований \| \| О \| Соревнования отменены \| \| \| Не участвовала \| \| Поул-позиция \| \| \| Быстрый круг \| \| |                                                                       |
| Пример | Описание                                                              |
| 1 | Победительница                                                        |
| 2 | Второе место                                                          |
| 3 | Третье место                                                          |
| 5 | Финишировала, заработав очки                                          |
| Сход | Не финишировала, но при этом заработала очки                          |
| 12 | Финишировала, не получив очков                                        |
| НКЛ | Финишировала, но не попала в финальную классификацию                  |
| 15 | Участвовала вне зачёта, либо по отдельной классификации               |
| 18 | Не финишировала, но попал в финальную классификацию                   |
| Сход | Не финишировала                                                       |
| НКВ | Не прошла квалификацию                                                |
| НПКВ | Не прошла предквалификацию                                            |
| ДСК | Дисквалифицирована                                                    |
| ИСК | Исключена из протокола соревнований                                   |
| ТТ | Участвовала только в тренировках                                      |
| НС | Участвовала в квалификации, но не стартовала в гонке                  |
| Т | Травмирована или больна                                               |
| ОТК | Отказ от участия                                                      |
| НТР | Прибыла на соревнования, но на трассу не выезжала                     |
| НПР | Была заявлена в числе участников, но не прибыла к началу соревнований |
| О | Соревнования отменены                                                 |
| | Не участвовала                                                        |
| Поул-позиция |                                                                       |
| Быстрый круг |                                                                       |

### Результаты выступлений в ЮСФ Юниоры
| Год        | Команда          | Шасси        | Двигатель     | 1     | 1     | 1    | 2     | 2     | 3     | 3     | 3     | 4     | 4     | 4     | 5     | 5     | 5     | 6     | 6     | 6     | Место | Очки |
| 2022       | IGY6 Motorsports | Tatuus JR-23 | Mazda MZR 2.0 | ОЗА   | ОЗА   | ОЗА  | БАР   | БАР   | ВИР   | ВИР   | ВИР   | ОГА   | ОГА   | ОГА   | РОА   | РОА   | РОА   | АМЕ   | АМЕ   | АМЕ   | 25    | 32   |
| ---------- | ---------------- | ------------ | ------------- | ----- | ----- | ---- | ----- | ----- | ----- | ----- | ----- | ----- | ----- | ----- | ----- | ----- | ----- | ----- | ----- | ----- | ----- | ---- |
| 2022       | IGY6 Motorsports | Tatuus JR-23 | Mazda MZR 2.0 | Г1 14 | Г2 11 | Г3 О | Г1 15 | Г2 12 | Г1 НУ | Г2 НУ | Г3 НУ | Г1 НУ | Г2 НУ | Г3 НУ | Г1 НУ | Г2 НУ | Г3 НУ | Г1 НУ | Г2 НУ | Г3 НУ | 25    | 32   |
| Источники: |                  |              |               |       |       |      |       |       |       |       |       |       |       |       |       |       |       |       |       |       |       |      |

### Результаты выступлений в индийской гоночной лиге
| Г1 О       | Г2 О | Г3 О | Г1 НУ | Г2 5 | Г3 6 | Г1 НУ | Г2 8 | Г3 6 | Г1 НУ | Г2 НС | Г3 Сход |
| Источники: |      |      |       |      |      |       |      |      |       |       |         |

### Результаты выступлений в Серии W
| Год        | Команда | Шасси           | Двигатель                  | 1    | 1     | 2   | 3   | 4   | 5    | 6   | 7   | 8    | 8    | Место | Очки |
| 2022       | Academy | Tatuus F3 T-318 | Autotecnica Motori 1.8 L4T | МАЯ  | МАЯ   | КАТ | СИЛ | ЛЕК | ХУН  | МАР | АМЕ | БРР  | БРР  | 14    | 2    |
| ---------- | ------- | --------------- | -------------------------- | ---- | ----- | --- | --- | --- | ---- | --- | --- | ---- | ---- | ----- | ---- |
| 2022       | Academy | Tatuus F3 T-318 | Autotecnica Motori 1.8 L4T | Г1 9 | Г2 14 | 15  | 17  | 15  | Сход | 15  | О   | Г1 О | Г2 О | 14    | 2    |
| Источники: |         |                 |                            |      |       |     |     |     |      |     |     |      |      |       |      |

### Результаты выступлений в Формуле-4 ОАЭ
| Год        | Команда      | Шасси          | Двигатель          | 1     | 1     | 1       | 2     | 2     | 2       | 3     | 3     | 3     | 4     | 4     | 4     | 5       | 5     | 5       | Место | Очки |
| 2023       | Prema Racing | Tatuus F4-T421 | Abarth 1.4L FTJ I4 | ДУБ 1 | ДУБ 1 | ДУБ 1   | КМТ 1 | КМТ 1 | КМТ 1   | КМТ 2 | КМТ 2 | КМТ 2 | ДУБ 2 | ДУБ 2 | ДУБ 2 | ЯСМ     | ЯСМ   | ЯСМ     | 27    | 3    |
| ---------- | ------------ | -------------- | ------------------ | ----- | ----- | ------- | ----- | ----- | ------- | ----- | ----- | ----- | ----- | ----- | ----- | ------- | ----- | ------- | ----- | ---- |
| 2023       | Prema Racing | Tatuus F4-T421 | Abarth 1.4L FTJ I4 | Г1 26 | Г2 28 | Г3 Сход | Г1 20 | Г2 25 | Г3 Сход | Г1 33 | Г2 10 | Г3 15 | Г1 17 | Г2 9  | Г3 21 | Г1 Сход | Г2 28 | Г3 Сход | 27    | 3    |
| Источники: |              |                |                    |       |       |         |       |       |         |       |       |       |       |       |       |         |       |         |       |      |

### Результаты выступлений в Академии F1
| Год        | Команда      | Шасси          | Двигатель                      | 1    | 1    | 1     | 2    | 2    | 2    | 3   | 3   | 3   | 4   | 4   | 4   | 5   | 5   | 5   | 6   | 6   | 6   | 7   | 7   | 7   | Место | Очки |
| 2023       | Prema Racing | Tatuus F4-T421 | Autotecnica Motori 1.4 FT-J 4T | РБР  | РБР  | РБР   | ВАЛ  | ВАЛ  | ВАЛ  | КАТ | КАТ | КАТ | ЗАН | ЗАН | ЗАН | МОН | МОН | МОН | ЛЕК | ЛЕК | ЛЕК | АМЕ | АМЕ | АМЕ | 6 ·   | 44 · |
| ---------- | ------------ | -------------- | ------------------------------ | ---- | ---- | ----- | ---- | ---- | ---- | --- | --- | --- | --- | --- | --- | --- | --- | --- | --- | --- | --- | --- | --- | --- | ----- | ---- |
| 2023       | Prema Racing | Tatuus F4-T421 | Autotecnica Motori 1.4 FT-J 4T | Г1 2 | Г2 9 | Г3 НС | Г1 5 | Г2 1 | Г3 7 | Г1  | Г2  | Г3  | Г1  | Г2  | Г3  | Г1  | Г2  | Г3  | Г1  | Г2  | Г3  | Г1  | Г2  | Г3  | 6 ·   | 44 · |
| Источники: |              |                |                                |      |      |       |      |      |      |     |     |     |     |     |     |     |     |     |     |     |     |     |     |     |       |      |

 ·  Сезон продолжается.

### Комментарии
1. ↑  Сезон продолжается.